# 全身
| ウィキペディアには「全身」という見出しの百科事典記事はありません（タイトルに「全身」を含むページの一覧/「全身」で始まるページの一覧）。 代わりにウィクショナリーのページ「全身」が役に立つかもしれません。 |